# 조직 몰입
조직 몰입(organizational commitment)은 조직행동과 산업조직심리학에서 조직 (사회과학)에 대한 개인의 심리적 애착이다. 조직 과학자들은 또한 조직 몰입에 대한 미묘한 정의와 이를 측정하기 위한 수많은 척도를 개발했다. 이 연구의 예로는 문헌에서 확산된 몰입에 대한 수많은 정의를 통합하기 위해 개발된 마이어(Meyer)와 앨런의 몰입 모델이 있다. 마이어와 앨런의 모델은 경험적 결과와 일치하지 않기 때문에 비판을 받았다. 또한 고객 행동과 같은 영역에는 완전히 적용되지 않을 수도 있다. 마이어와 앨런의 모델이 달성하려는 목표를 둘러싼 논쟁도 있었다.
이러한 많은 연구의 기초는 직원들이 자신의 직업에 대해 느끼는 감정을 개선하여 직원들이 조직에 더욱 몰입하도록 하는 방법을 찾는 것이었다.
조직 몰입은 이직률, 조직 시민 행동, 직무 성과와 같은 업무 변수를 예측한다. 역할 스트레스, 권한 부여, 직업 불안정 및 고용 가능성, 리더십 분포와 같은 일부 요인은 직원의 조직 몰입 의식과 연결되어 있는 것으로 나타났다.

## 같이 보기
- 직무 만족
- 온보딩
- 조직공정성
- 심리적 계약